# 霊言 (幸福の科学)

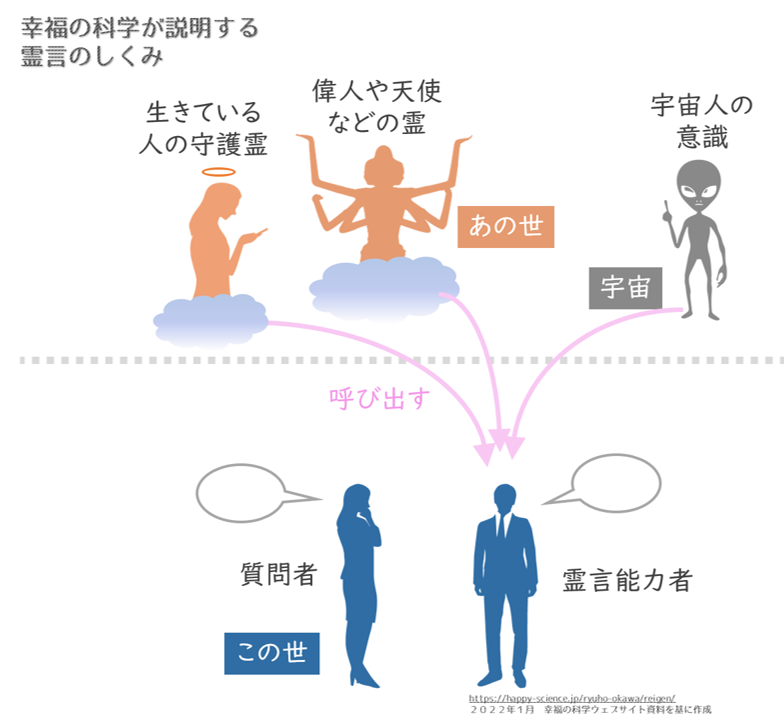
霊言のしくみ

霊言（れいげん）とは、宗教団体幸福の科学において、あの世にいる霊を呼び出し、その霊の言葉を霊能者が語り下ろす現象、およびその語られた内容のことを言う。
同団体によると、霊言にはあの世（天国・地獄）に存在している霊の言葉を語り下ろす「霊言」の他に、現在生きている人の守護霊（潜在意識）を降ろす「守護霊霊言」、現在生きている人の意識そのものを呼び出して語らせる「生き霊霊言（いきりょう れいげん）」、宇宙人意識を語り下ろす「宇宙人リーディング」などがあり、霊言として語られる内容は時事問題や人生哲学など多岐に渡っている。

## 歴史
霊言は幸福の科学において非常に初期から行われていた。幸福の科学の創始者、大川隆法が大学の卒業を控えた1981年3月23日に仏教僧の日興・日蓮との間で「霊道」を開き、その後に空海、イエス・キリスト、天之御中主と通信した内容を集めて幸福の科学の初期の霊言集が完成したという。
1985年からは「大川隆法」の名で父・善川三朗とともに出版活動を始め、1981以来4年間で収録した「霊言」を整理し、初めての著書『日蓮聖人の霊言』（善川三朗編、潮文社）を発刊。その後、『空海の霊言』『キリストの霊言』『天照大神の霊言』『ソクラテスの霊言』『坂本龍馬の霊言』等の著書を出版した。
さらに教団「幸福の科学」を立ち上げた1986年以降は、出版社を潮文社の他、土屋書店、学研、角川書店にも広げ、1991年まで毎年20冊以上の書籍を刊行。その約半分を占めた「霊言集」は布教手段として教団の成長に貢献した。1987年12月には教団の配下に出版社「幸福の科学出版」を設立していたが、1994年以降それまでの外部での出版物を取り込むことにした。それにより、初期の霊言類は整理・改訂が行われ、教団内部での発行とし、新たな霊言は少なくなった。もっとも、その後も折に触れて、善川三朗・景山民夫・昭和天皇・松下幸之助・中村元らの霊言や、箱島信一朝日新聞社長の守護霊インタビューなどが、外部書店売りの雑誌『ザ・リバティ』などで発表されていた。ほかにも、教団内部向けの雑誌『月刊 幸福の科学』でも発表されていた。
2009年末には幸福実現党を通じた政治進出に併わせて政策や意思決定のための基礎情報として「霊言」や「守護霊インタビュー」の刊行を復活。翌2010年に入り、新たに「公開霊言」シリーズを発刊する。従来の「霊言」「守護霊インタビュー」は、音声収録したものを原稿起こしして出版していたのに対し、「公開霊言」シリーズは、多人数の職員団の前でビデオ録画収録を行い、その内容のビデオを教団信者・会員のほか、一般人にも公開を行って、その後に書籍で発刊する方式である。その後、霊言の公開は続き、2019年末には公開された霊言の数は1000を超え、2022年10月には、1300回を突破している。

## 霊言を行う理由
大川隆法が多数、霊言を行う理由は、「あの世があり、人間は死後、個性を持った霊となって存在している」と証明するためであるという。幸福の科学によると、霊界には天国から地獄、裏側と言われる天狗・仙人・妖怪の世界まで多次元の階層があり、人は死後、「原因結果の法則」の下、この世での生き方や心境に応じた世界に赴くことになるという。これまでの霊言は、「あの世があるということを伝えたい」という霊界からの証言集でもあるとしている。
なお、幸福の科学の説明によれば、霊言は幸福の科学の布教において重要な役割を占めているが「教義ではない」としている。

## 原理

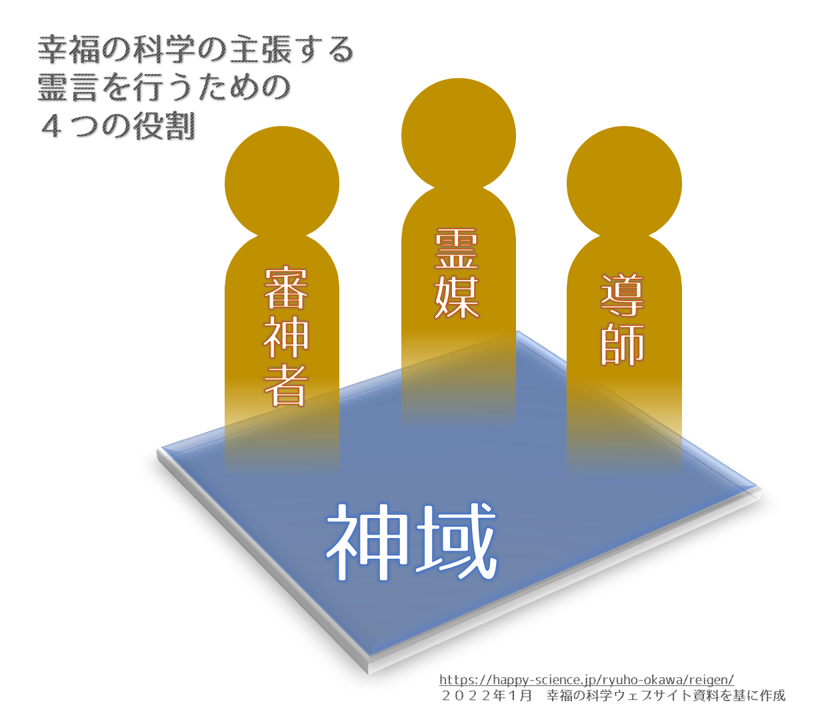
霊言4つの役割

幸福の科学によると、古今東西の「霊言」には、4つの要件があるとしており、（1）霊を身体に入れることができる「霊媒」、（2）霊を呼ぶ能力を持つ「導師」、（3）霊の正体を見抜く「審神者（さにわ）」、そして、（4）神を降ろす場合、物理的・霊的に整えられた「神域」が必要とされるという。しかしながら幸福の科学では、「霊言」から連想される霊媒師や巫女、よく知られる青森・恐山のイタコや沖縄のユタのようにトランス状態になり、霊に乗っ取られる形で言葉を語る「霊媒現象」とは異なり、大川隆法の意識がはっきりしたままで、自ら「導師」「霊媒」「審神者」を兼ねることができるという。これは、大川隆法の霊格と霊能力が非常に高いため、霊に乗っ取られずに大川隆法のほうがコントロールできるという、「力の差」が歴然としてあるためだという。

## 守護霊

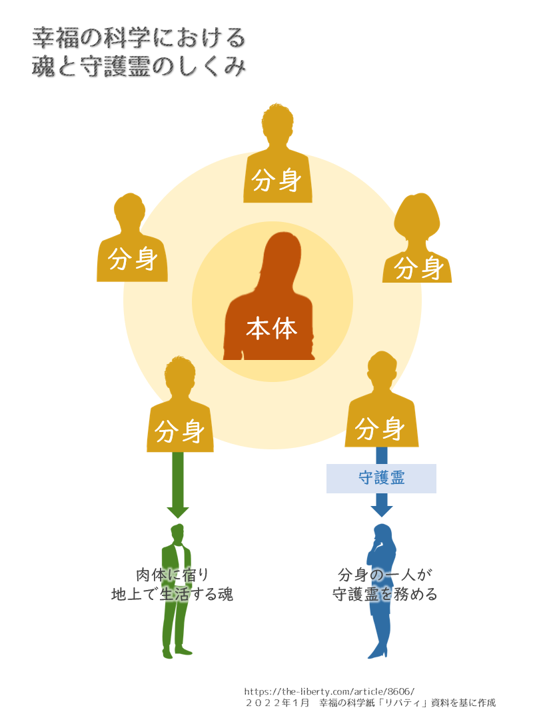
守護霊のしくみ

幸福の科学において、この世に生きている人間から霊言を聞く場合、対象者の守護霊から話を聞く「守護霊霊言」という形をとるという。幸福の科学によると、一般的な人間の魂は、リーダー格の「本体」と、そこから分かれた5体の「分身」という計6体の意識によって「魂の兄弟」というグループを構成しており、分身のうち1つがこの世に生きる本人の魂であり、また別の分身が本人の守護霊になることが多いという。本人と守護霊は同じ魂の兄弟であるため、その意識や記憶は一体感を持って共有されており、守護霊は地上に生きている人の潜在意識であり、生きている人の本心・本音そのものであるとしている。

## 言語
幸福の科学において、霊言は主に日本語で、まれに英語で行われる。外国人の霊や守護霊が日本語を話せる理由については、幸福の科学ではいくつかの原理を説明している。
- 霊に日本人としての過去世がある場合、その過去世霊の意識が翻訳している。
- 霊言者の意識の言語中枢から必要な言葉を選び出して日本語で語る場合。
- 霊があの世にいる時間が長く、この世的なものに精通している「悪魔」である場合。
- その他、海外の人にその国の言語で直接知ってほしい場合や、その霊人の存在証明をするには英語のほうがふさわしいと思われる時には、大川隆法が同時通訳をする形で、英語で霊言を行うこともあるという[10]。

## 霊言者
幸福の科学においては、霊言は主に大川隆法が行っている。同団体の設立当初からは大川隆法のみが霊言を行っていたが、2010年代から同団体の職員が複数人で霊言を行うケースが見られるようになった。週刊ダイヤモンド紙の取材によると、幸福の科学には現在、大川隆法の指導下であれば、霊人を入れて「霊言」をすることが可能なチャネラー（スピリチュアル・エキスパート）が十数名存在するという。
大川の家族も霊言を行った例がある。同団体系の月刊誌ザ・リバティの 2010年4月号では、大川隆法の妻、大川きょう子に悪魔が乗り移ったとされる様子を記事にしている。同誌の記事によると、大川きょう子の肉体に乗り移った霊がはげしく身もだえしながら「ルシフェルだ」と名乗ったという。

## 霊言対象者
幸福の科学では、過去に呼び出した霊人は2023年現在、750人以上いるとしている。呼び出された霊存在や守護霊の対象は国家元首から宗教家、果ては宇宙人まで非常に幅広い。また、存命・死去に関わらず霊言を行っている。
仏教関係

キリスト教・イスラム教

儒教・道教

日本の神々・皇室

日本の政治家・政治関係者

日本の歴史人物

古代文明・神話の人物

新宗教・スピリチュアル

思想・哲学・科学

日本以外の歴史人物

日本以外の海外政治家

経営・経済

言論人・マスコミ

文学・小説

芸能・スポーツ

宇宙人

## 逝去直後の霊言
幸福の科学での霊言の特徴として、この世の著名人が亡くなった直後に、その人物の霊の霊言を収録する場合があり、霊界の証明の一つとしている。
- JR東海名誉会長 葛西敬之、2022年5月25日亡、同年5月28日霊言収録[23]
同年5月31日収録映像公開。6月28日収録書籍発刊[24]。
- 石原慎太郎、2022年2月1日亡、同年2月3日霊言収録[25]
- 海部俊樹、2022年1月9日亡、同年1月20日30日収録[26]
- 瀬戸内寂聴、2021年11月9日亡、同年12月25日収録[27]
- 立花隆、2021年4月30日亡、同年6月24日収録[28]
- 田村正和、2021年4月3日亡、同年5月27日6月6日収録[29]
- 李登輝、2020年7月30日亡、同年8月2日収録[30]
- 五島勉、2020年6月16日亡、同年7月24日収録[31]
- 中曾根康弘、2019年11月29日亡、同年11月30日収録[32]
- 長谷川慶太郎、2019年9月3日亡、同年12月4日収録[33]
- 竹村健一、2019年7月8日亡、同年7月12日[34]
- 堺屋太一、2019年2月8日亡、同年3月10日収録[35]
- 仙谷由人、2018年10月11日亡、同年10月20日収録[36]
- 樹木希林、2018年9月15日亡、同年9月17日収録[37]
- 麻原彰晃、2018年7月6日午前死刑、同年同日午後収録[38]
- ホーキング博士、2018年3月14日亡、同年4月4日収録[39]
- 日野原重明、2017年7月18日亡、2017年7月22日収録[40]
- 劉暁波、2017年7月13日亡、2017年7月21日収録[41]
- 渡部昇一、2017年4月17日亡、同年4月18日収録[42]
- 加藤紘一、2016年9月9日亡、同年9月12日収録[43]
- 千代の富士、2016年7月31日亡、同年8月2日収録[44]
- 若宮啓文、2016年4月28日亡、同年4月30日収録[45]
- 北の湖、2015年11月20日亡、同年12月13日収録[46]
- 京極純一、2016年2月1日亡、同年2月13日収録[47]
- 野坂昭如、2015年12月9日亡、同年12月10日収録[48]
- 水木しげる、2015年11月30日亡、同年12月12日収録[49]
- 高倉健、2014年11月10日亡、同年11月27日収録[50]
- 岡崎久彦、2014年10月26日亡、同年11月18日収録[51]
- 渡辺淳一、2014年4月30日亡、同年5月11日収録[52]
- 山崎豊子、2013年9月29日亡、同年12月4日収録[53]

## 本人との意見の相違

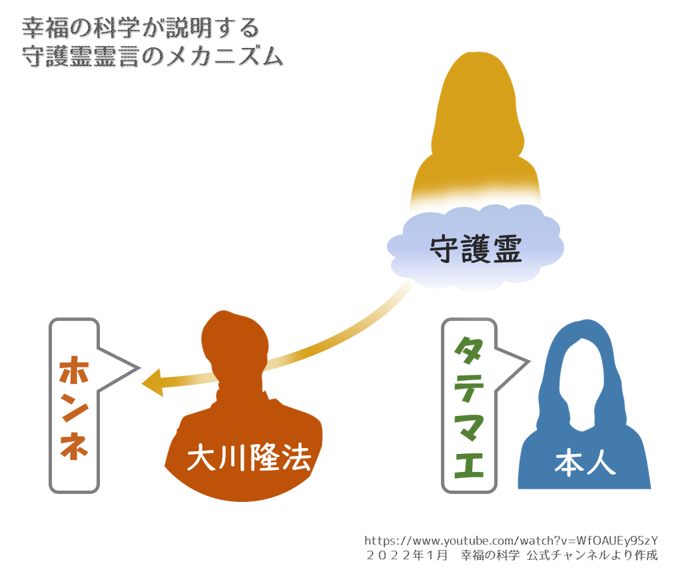
守護霊霊言はホンネを隠さず語るという

霊言の対象者本人と、同団体が言うところの守護霊では、必ずしも意見が一致するわけではない。一例として、香港の民主化活動家、周庭の守護霊が発言したとされる霊言が、周庭本人の通常の主張と異なるものであり、なおかつ政治的に非常に敏感なものであったため、中国国内において激しい批判を巻き起こしたことがある。
2019年9月、幸福の科学の宗教政党、幸福実現党の機関紙において、周庭に大川隆法が話を聞くような体裁で、周庭の守護霊が「自衛隊を送って助けてほしい」「できたら香港独立まで持っていきたい」などと話したという記事を掲載した。この発言について、中国におけるTwitter的なSNSである新浪微博では国営テレビ・中国中央電視台のニュースチャンネルであるCCTVが「幸福実現NEWS」をソースに「香港独立運動の周庭が日本の自衛隊に香港に来るよう呼びかけた」という意味のタグをつけて投稿し、他の新聞系メディアやテレビ局、さらに政府系機関の公式アカウントが一斉に広めていった。
これに対し、周庭はTwitterにて「［声明］最近、ある日本の政党の出版物に、私の名を騙って、私が「自衛隊に香港を助けてほしい」と主張していると書かれていました。私はこのようなことは言っていませんし、このような主張はしていません。私について誤解を招くような文章を削除し、訂正することを求めます。」として訂正を求めた。しかし、周庭の訂正要求に対して幸福実現党では、記事上で守護霊の発言であるとの強調を付記して周庭の写真を削除したものの、「守護霊の発言であって本人の発言ではない」として霊言については削除要求には応じず訂正を行わなかった。
このような本人と守護霊の意見の不一致について、幸福の科学では、「人間には、表面意識と潜在意識とがあり、表面意識では『思っていない』はずのことも、潜在意識では『思っている』ということが多くあります。また、自分では認めたくなくて無意識のうちに抑圧したり、隠している場合もあります。その“本心”が、潜在意識である守護霊によってストレートに語られているのが『守護霊霊言』なのです」として、齟齬が発生する理由を説明している。

## 歴史人物の言語・時代背景の相違
幸福の科学の霊言においては、過去の歴史人物の霊のものとされる発言が、その人物の生きた時代背景などと一致しているわけではない。
ジャーナリストの米本和広と宗教学者の島田裕巳は、幸福の科学をテーマとした対談本「大川隆法の霊言―神理百問百答」において、これら歴史人物の言語や知識の時代背景との不一致をいくつか指摘している。イエス・キリストの霊言ではキリストは英語を話したが、実在のキリストはアラム語を話したと考えられており、キリストが生きていた時代には今日の英語は存在していない点、また、老子の霊言では「ニイハオ」と挨拶したが、「ニイハオ」は清朝末期から使われ始めた挨拶であるとされる点など、同対談本では疑問を呈した。
これら言語の不整合について、ジャーナリストの藤倉善郎が幸福の科学の広報職員に聞いたところによると、「イエス様も死後、2千年間この世をずっと見てこられて現代の事情を知っているので、皆さんにわかり易い言葉を選んだのではないでしょうか」と回答したという。また同様に藤倉は坂本龍馬の、「自衛隊を廃止して宇宙戦艦ヤマトを建造せよ」という趣旨の霊言について、「坂本龍馬の時代には自衛隊も宇宙戦艦ヤマトもなかったが、なぜ坂本龍馬は（自衛隊と宇宙戦艦ヤマトを）知っているのか」という不整合についても聞くと、広報職員は「坂本龍馬先生は死後も霊として現代のこの世の日本を見てきていらっしゃいますので、死後のこともご存知なのです。おそらく宇宙戦艦ヤマトもご覧になっていたのでしょう」と回答したという。
幸福の科学の公式サイトによると、「幸福の科学の霊言では、昔の人の霊であっても、現代のことを語っていることがあります。これは、亡くなってからも、その霊がこの世に関心を持っているからです」としている。

## 許諾
誰かの守護霊が発言したとする霊言を題材にした本やDVDなどの発行にあたり、幸福の科学では本人や遺族などの許諾は取っていない。
上述の周庭のほか、漫画家の故手塚治虫も2016年に遺族に無断で霊言本が出版されている。遺族の手塚るみ子はTwitterにて、「最近『手塚治虫の霊言』という頭の痛い本が出版された。（中略）当初は無断で写真や画像を使用してたので違法だとしてそれは外して貰った。しかし内容まではそうもいかないのだ」として無断で名前が利用された事に対する困惑を訴えた。ニュースキャスターの池上彰も無断で霊言本を出版されたが、「あの本には困りましたねえ」として、｢肖像のパブリシティ権侵害に当たると思います。内容に関しても、気になった点はいくつかあります。例えば、本の中で守護霊さんは”NHKを55歳で辞めた“と言っているのですが、私が退社したのは54歳。私の守護霊なら間違えないと思うんですけどね。書店に並んだこの本が、あたかも私が書いたように見えるのにも困っています｣として、無断出版と、自著であると誤解されることに対する懸念を明らかにした。同様に、無断で霊言本を出版されたTBSのニュースキャスター膳場貴子も、
としてTBS公式サイトで注意を呼びかけた。
霊言本の出版にあたり、無許諾で名前や写真が利用されることから、霊言本を出された人間が幸福の科学の信者なのではないかという誤解を招くこともある。2016年12月には人気俳優の星野源の霊言本が出版されたが、幸福の科学の信者ではないかと誤解が広がり、ファン同士が、「星野源さんは、幸福の科学信者ではありません、本が出版されてるけど、本人とは全く関係ありません！」として、注意を呼びかけあったという。
これら霊言本を出版された者の困惑に対して、幸福の科学出版の月刊誌ザ・リバティでは「大川総裁の公開収録の霊言集は、「宗教活動」であると同時にマスメディアとしての「報道」の一環であり、「公人」である掲載者の肖像などの有する顧客吸引力の利用を専ら目的としていないことも明らかだ」として、出版にあたり本人の承諾を取らない姿勢を明確にしている。

## 大学設立の不認可
幸福の科学ではかつて大学の設立を目指したことがあったが、霊言を理由として認可が下りず、大学開校に至らなかったことがある。

### 霊言書を理由とした不認可
2014年4月、学校法人幸福の科学学園並びに幸福の科学は、幸福の科学大学（仮称）設立の認可を文部科学省に申請した。審査の過程において、必修科目の教材が大川隆法の著作をベースとしていることなどから、文科省は大川隆法の著作が同大学の教育の根底となっているものと判断した。それら著作物ではいわゆる「霊言（霊言集）」を科学的根拠として取り扱う旨の記述がなされており、その点を文科省は問題視した。文科省では、
- 「学問の自由」に基づき「教授の自由」が保障されているが、この場合の「学問」とは一定の理論に基づいて体系化された知識と方法であり、一般化・普遍化されたものであることが求められる。「霊言（霊言集）」については、科学的根拠を持って一般化・普遍化されているとはいえず、学問の要件を満たしているとは認められない
- 大学は「体系的に教育課程を編成」するが、「霊言（霊言集）」は大川隆法氏のみが行えるとされており、実証可能性や反証可能性を有しているか否かという点でも疑義があるため、このような「霊言（霊言集）」を根拠とした教育内容を体系的に学生に教授することが可能とは認められない

といった理由から、「科学的合理性が立証できていない『霊言（霊言集）』を本大学における教育の根底に据えては大学の目的を達成できるものとは認められない」として、申請を不認可とした。

### 同団体の反論と報道
この決定に対して、同教団では「霊言は科学的に立証されている」「申請した教育課程は霊言を根底にしているわけではない」「学問の自由、信教の自由を侵害するもの」「科学的根拠が学問の前提というなら、キリスト教系大学などは成立しない」などとして、不認可の撤回を訴えた。
朝日新聞が取材した文科省の見解では、既存の宗教系大学について「奇跡」も一般知識、歴史として教えられているという認識であり、例えばキリスト教なら、キリストが生きた時代の歴史や聖書の読み方について理論が確立し、多くの研究者によって普遍化されているため、宗教学として成立するとし、奇跡をそのまま信じさせるわけではないという。幸福の科学の「霊言」については、「少なくとも学会などで議論されておらず、体系化され、普遍化されているとはいえない」とした。

### 霊言書の送付
審査途中、大川隆法を著者とした大学設置認可に関係すると思われる人物の霊言本が複数出版され、同教団グループから審議会委員や文科省幹部に多数送付された。これら霊言本の出版や送付を文科省は「通常の審査プロセスを無視して認可の強要を意図する不適切な行為」、「制度の根幹を揺るがすおそれのある問題」と受け止めた。
霊言本の送付について同教団は「委員各位が審査に必須の資料を読んでいないと判断されたので、参考資料としてお届けしただけで、不適切な行為など全くありません」「信教の自由や言論・出版の自由に基づく正当な伝道行為」と説明した。
その後も諸々あり、幸福の科学大学は無認可の私塾、ハッピー・サイエンス・ユニバーシティとして開校している。

### 英語文献
- Astley, Trevor (1995-11-01). “The transformation of a recent Japanese new religion: Ōkawa Ryūhō and Kōfuku no Kagaku” (英語). Japanese Journal of Religious Studies 22:  333-380.
- Pokorny, Lukas; Winter, Franz (2012). “‘Creating Utopia’: The History of Kōfuku no Kagaku in Austria, 1989–2012, with an Introduction to Its General History and Doctrine” (英語). Studies on Religion in Austria 1:  31-79.

### 日本語文献
- 塚田穂高 (2009). “新新宗教における文化的ナショナリズムの諸相 : 真光と幸福の科学における日本・日本人観の論理と変遷”. 宗教と社会 15:  67-90. ISSN 1342-4726.
- 沼田健哉 (1990-12-25). “幸福の科学の研究”. 桃山学院大学社会学論集 24 (2):  81-112. ISSN 02876647 2021年1月13日閲覧。.